# Carnival in Coal
Carnival in Coal, ou CinC, est un groupe de metal avant-gardiste français, originaire d'Amiens, en Picardie. Le groupe mêle le death, le black et le grind à tous les genres musicaux les plus éloignés du metal (zouk, disco, ...). Après quatre albums studio, le groupe se sépare en 2007. Il revient en 2014 avec pour seul membre Arno Strobl.

## Biographie

### Débuts, albums et séparation (1995–2007)
C'est en 1995 que se forme Carnival in Coal à Amiens. Arno Strobl (chant) et Axel Wursthorn  (instruments) jouaient alors ensemble depuis six ans dans deux formations plus classiques : House of Wax (1989-1993) et Extravaganza (1993-1995). Deux ans plus tard (en 1997) sort Sramik, leur première démo sous le nom de Carnival in Coal. L'objectif de cette nouvelle formation est de dépasser les limites ordinaires que s'imposent les groupes de metal, mélanger les genres les plus éloignés, le tout en servant des textes délirants.
Les réactions à la démo ayant été très bonnes, le groupe sort en 1999, son premier album Vivalavida sur le label War on Majors, vite suivi la même année par French Cancan, un album de reprises transformant Morbid Angel en attraction de cirque, faisant de la piste de danse de Flashdance un mosh pit mortel (Maniac) et adaptant du Pantera pour la diffusion en ascenseur. Il faut ensuite attendre 2001 pour voir apparaître le troisième album, Fear Not Carnival in Coal. En mars 2004, le groupe signe avec Elitist/Earache Records, pour sortir Collection Prestige l'année d'après. Le groupe commence alors à se dire qu'il serait bien d'aller vérifier depuis une scène l'effet que produit leur musique sur le public metal.
Au début de 2006, le groupe signe avec le label Equilibre Music. Toujours en 2006, après avoir fait ses premiers pas face au public lors de leur toute première prestation live au Killer Fest, à Chaulnes, le 15 avril 2006, les Carnival in Coal se mettent à enchaîner les dates sur les routes françaises tout au long des années 2006 et 2007 (avec entre autres concerts des passages au Hellfest, VS Fest…), ainsi qu'en Belgique, en Suisse, et même en République tchèque (en première partie de Sick of It All et Dimmu Borgir lors du Brutal Assault),,. Début septembre 2007, et après quatre albums, le groupe décide de mettre fin à son existence,.

### Projets parallèles (2008–2013)
Depuis la séparation du groupe, Arno Strobl forme KrOaK (avantgarde extrême indus) avec Marc Pijcke (ex-ACN, Killing Condoms) et rejoint Maladaptive en tant que chanteur. Axel Wursthorn rejoint Wormfood en tant que claviériste, et joue toujours des percussions dans le groupe de metal gothique C-Rom.
En juillet 2011, Axel Wursthorn et Emmanuel Lévy (Wormfood) annoncent la formation de leur nouveau projet commun baptisé The Lovotics. Le duo, influencé entre autres par The Divine Comedy et Jesus and Mary Chain, annonce un premier album pour 2012. En 2013, le groupe 6:33 et Arno Strobl sortent un album collaboratif. L'année suivante, Strobl sort le premier album de son projet We All Die (Laughing).

### Retour (depuis 2014)
En janvier 2014, le retour du groupe est annoncé uniquement en tant que one-man-band avec Arno Strobl, dates exclusives célébrant les quinze ans de son premier album Vivalavida. Quelques dates sont annoncées et effectuées au long de l'année 2014. En mai 2014, Arno Strobl commence une série de concerts avec un nouveau line-up de Carnival in Coal (comptant dans ses rangs des membres ou anciens membres de Gorod, Mercyless, 6:33...) à l'occasion des quinze ans de la sortie de Vivalavida. En août, il annonce que cette formation utilisera désormais le nom de CinC pour ne pas laisser penser qu'Axel Wursthorn en fait toujours partie.
Un DVD est annoncé courant 2016, comprenant un live complet et de nombreux bonus. CinC tournera à nouveau en 2016. Arno Strobl collabore par ailleurs au magazine Rock Hard sous le pseudonyme de Charlélie Arnaud. Il intervient aussi sur Combat Nasal, une série de compilations ayant pour but de faire connaître de jeunes formations.

## Membres

### Membres actuels
- Arno Strobl - chant, également live (1995–2007, depuis 2014)[1]

### Anciens membres
- Axel Wursthorn - basse, claviers, instruments live (1995-2007)[1]

### Membres live
- Romain Giovanni Caron (John Makay, Vadim Vernay, Megodath) - guitare, chant (2007, depuis 2014)[1]
- Fabien « Fack » Desgardins (Benighted, ex Drowning, ex Yyrkoon, Infected Society) - guitare (depuis 2014)[1]
- Emmanuel Rousseau (6:33, Orakle) - Claviers (depuis 2014)[1]
- Noémie Jacou (ex-X Syndicate) - basse (depuis 2015)[1]
- Guillaume Maillard (ex-Anorak, Sycomore) - batterie (depuis 2015)[1]

### Anciens membres live
- Axel Wursthorn - basse, claviers
- Emmanuel « El Worm » Lévy (Wormfood) - guitare
- Frédéric Leclercq (Maladaptive, DragonForce) - guitare, chant
- Timmy Zecevic (ex-Wormfood)- claviers
- Nicolas « Nicklaus » Minier (ADX, Maladaptive, Vakarm, Altered Beast) - guitare
- Pierre Antonik (DSK, Tridus Elasticus) - guitare
- Julien Cathalo (ex-Caligula) - claviers
- Alexis Damien (ex-Wormfood, Pin-Up Went Down) - batterie
- Samuel Santiago (ex-Gorod, ex-Melechesh, ex-Fleshdoll) - batterie
- Matthieu Merklen (Mercyless) - basse

## Discographie
- 2006 : French Cancan + Fear not CinC Re-issue